# Gotthard-Film
Die Gotthard-Film war eine Schweizer Filmproduktionsgesellschaft.

## Geschichte
Die Gotthard-Film AG wurde 1923 vom Schriftsteller Stefan Samuel Markus gegründet. Um die Gründung und seinen ersten Film zu finanzieren, musste er sich von Teilen seiner Vincent-van-Gogh-Gemäldesammlung trennen. Nach zwei Filmproduktionen ging er nach Paris und produzierte in Frankreich weitere neun Spielfilme. Der Kriegsbeginn zwang ihn zur Rückkehr in die Schweiz. Er baute nun die Gotthard-Film als GmbH wieder auf und produzierte in kurzer Folge drei ambitionierte Werke. Vom Pech verfolgt konnte Markus keine Geldgeber mehr für neue Projekte finden.

## Spielfilme
- 1923: Die Flucht ins Paradies
- 1924: Der Rächer von Davos
- 1940: Dilemma
- 1941: Das Menschlein Matthias
- 1941: Der doppelte Matthias und seine Töchter